# والوی
والوی (انگلیسی: Valuy) یک شهرک در بخش کراسنوگفاردیسکی استان بلگورود کشور روسیه است.